# Italië op de Olympische Winterspelen 2006
Tijdens de Olympische Winterspelen van 2006 die in Turijn werden gehouden nam Italië voor de 20e keer deel en is daarmee een van de twaalf landen die aan alle Winterspelen heeft deelgenomen.
Italië was in 2006 voor de tweede keer het gastland van de Wintersplen, eerder vonden de spelen van 1956 in Cortina d'Ampezzo plaats.
Italië werd door 111 mannen en 74 vrouwen vertegenwoordigd op deze editie, ze namen deel aan alle 15 takken van sport. Er werden 5 gouden en 6 bronzen medailles behaald in vijf sporten en eindigden daar mee op de negende plaats in het medailleklassement.
Langlaufster Gabriella Paruzzi veroverde haar vijfde medaille, eerder won ze goud op de 30 km (2002) en drie keer brons op de 4x 5 km estafette (1992, 1994, 1998). Rodelaar Armin Zöggeler veroverde zijn vierde medaille, eerder won hij bij de 1-mansslee brons in 1994, zilver in 1998 en goud in 2002. De succesvolste Italiaanse deelnemer was schaatser Enrico Fabris die op deze editie twee gouden en één bronzen medaille veroverde.

## Medailles
| Sport              | Naam                                                                                      | Discipline                    | Medaille |
| ------------------ | ----------------------------------------------------------------------------------------- | ----------------------------- | -------- |
| Bobsleeën          | Gerda Weissensteiner / Jennifer Isacco                                                    | 2-mansbob, vrouwen            | Brons    |
| Langlaufen mannen  | Pietro Piller Cottrer                                                                     | 30 km achtervolging           | Brons    |
| Langlaufen mannen  | Giorgio Di Centa                                                                          | 50 km vrije stijl, massastart | Goud     |
| Langlaufen mannen  | Giorgio Di Centa / Pietro Piller Cottrer Fulvio Valbusa / Cristian Zorzi                  | 4x 10 km estafette            | Goud     |
| Langlaufen vrouwen | Antonella Confortola / Arianna Follis Gabriella Paruzzi / Sabina Valbusa                  | 4x 5 km estafette             | Brons    |
| Rodelen            | Armin Zöggeler                                                                            | 1-man                         | Goud     |
| Rodelen            | Gerhard Plankensteiner / Oswald Haselrieder                                               | 2-man                         | Brons    |
| Schaatsen mannen   | Enrico Fabris                                                                             | 1500m                         | Goud     |
| Schaatsen mannen   | Enrico Fabris                                                                             | 5000m                         | Brons    |
| Schaatsen mannen   | Enrico Fabris / Matteo Anesi / Stefano Donagrandi Ermanno Ioriatti / Ippolito Sanfratello | Team achtervolging            | Goud     |
| Shorttrack vrouwen | Marta Capurso / Arianna Fontana Katia Zini / Mara Zini                                    | 3000m aflossing               | Brons    |

Albanië · Algerije · Amerikaanse Maagdeneilanden · Andorra · Argentinië · Armenië · Australië · Azerbeidzjan · België · Bermuda · Bosnië en Herzegovina · Brazilië · Bulgarije · Canada · Chili · China · Chinees Taipei · Costa Rica · Cyprus · Denemarken · Duitsland · Estland · Ethiopië · Finland · Frankrijk · Georgië · Griekenland · Groot-Brittannië · Hongarije · Hongkong · Ierland · IJsland · India · Iran · Israël · Italië · Japan · Kazachstan · Kenia · Kirgizië · Kroatië · Letland · Libanon · Liechtenstein · Litouwen · Luxemburg · Macedonië · Madagaskar · Moldavië · Monaco · Mongolië · Nederland · Nepal · Nieuw-Zeeland · Noord-Korea · Noorwegen · Oekraïne · Oezbekistan · Oostenrijk · Polen · Portugal · Roemenië · Rusland · San Marino · Senegal · Servië en Montenegro · Slovenië · Slowakije · Spanje · Tadzjikistan · Thailand · Tsjechië · Turkije · Venezuela · Verenigde Staten · Wit-Rusland · Zuid-Afrika · Zuid-Korea · Zweden · Zwitserland